# Langoëlan
Langoëlan (bret. Lanwelan) – miejscowość i gmina we Francji, w regionie Bretania, w departamencie Morbihan.
Według danych na rok 1990 gminę zamieszkiwało 429 osób, a gęstość zaludnienia wynosiła 19 osób/km² (wśród 1269 gmin Bretanii Langoëlan plasuje się na 866. miejscu pod względem liczby ludności, natomiast pod względem powierzchni na miejscu 438.).